# Дядькино
Дя́дькино (рос. Дядькино) — присілок у складі Богородського міського округу Московської області, Росія.

## Населення
Населення — 84 особи (2010; 113 у 2002).
Національний склад (станом на 2002 рік):
- росіяни — 91 %